# Eleonora Mendonça
Pour les articles homonymes, voir Mendonça.
Eleonora Costa Soares de Mendonça, née le 13 novembre 1948 à Rio de Janeiro, est une coureuse de fond brésilienne spécialisée en marathon. Elle a remporté le marathon de Rio de Janeiro en 1984 et est considérée comme l'une des pionnières de la course à pied au Brésil.

## Biographie
Eleonora Mendonça fait ses débuts en compétition en tennis. À 17 ans, elle devient championne junior d'Amérique du Sud. Une blessure aux ligaments met un terme à sa carrière,.
Elle émigre par la suite aux États-Unis où elle suite des études en éducation physique à l'université d'État de New York à Cortland où elle obtient un master. Durant ses études, elle assiste aux célébrations de la victoire de Frank Shorter au marathon des Jeux olympiques de 1972 et se fait prendre dans le mouvement du jogging,.
Elle fait ses débuts en athlétisme au début des années 1970 et se spécialise dans la course de fond et de demi-fond. Elle est sélectionnée pour les championnats d'Amérique du Sud d'athlétisme 1974 à Santiago où elle établit un nouveau record national sur 1 500 mètres,,.
Le 27 juin 1976, elle remporte la première de ses trois victoires à la course du Mont Washington. En fin d'année, elle participe à la Corrida de la Saint-Sylvestre. Son expérience à cette course la convainc que le Brésil peut organiser des courses à pied d'envergure internationale. L'année suivante, elle fonde la compagnie Printer avec Paulo César Teixeira (pt), journaliste et coureur à pied, qui se spécialise dans l'organisation de course à pied. Ils créent leur première course, la Corrida de Copacabana, une course en ville de 8 kilomètres. 300 participants prennent le départ de la première édition,.
En 1979, Printer organise la première édition du marathon de Rio de Janeiro (pt), le premier marathon organisé au Brésil. Printer crée également une course réservée aux femmes, l'Avon Race à Rio de Janeiro,,. Elle co-fonde l'International Runners Committee également en 1979 dont elle devient présidente. Elle fait alors du lobbying auprès du Comité international olympique pour que ce dernier inclut un marathon féminin aux Jeux olympiques,.
Eleonora Mendonça remporte la victoire au marathon de Rio de Janeiro en 1984 avec un temps de 2 h 55 min 54 s. L'épreuve comptant comme sélection pour les Jeux olympiques, elle parvient à convaincre la Confédération brésilienne d'athlétisme de la laisser participer, malgré le fait que son temps soit largement inférieur au record de Joan Benoit,. Le 5 août, elle devient la première Brésilienne à courir le marathon aux Jeux olympiques en 1984 à Los Angeles. Elle s'y classe 44e en 2 h 52 min 19 s,.
En 2016, elle est une des relayeuses de la flamme olympique pour les Jeux olympiques d'été de 2016 à Rio de Janeiro.
En 2017, elle crée l'institut qui porte son nom. Ce dernier a pour but de préserver l'histoire du sport féminin.

## Palmarès

### Route
| Année | Compétition                   | Lieu           | Place | Épreuve          | Performance     |
| ----- | ----------------------------- | -------------- | ----- | ---------------- | --------------- |
| 1976  | Falmouth Road Race            | Falmouth       | 2e    | Course populaire | ?               |
| 1977  | Ocean State Marathon          | Providence     | 2e    | Marathon         | 2 h 59 min 39 s |
| 1978  | Marathon de Boston            | Boston         | 7e    | Marathon         | 2 h 52 min 49 s |
| 1978  | Semi-marathon de Maple Leaf   | Manchester     | 2e    | Semi-marathon    | 1 h 23 min 12 s |
| 1978  | Marathon de New York          | New York       | 5e    | Marathon         | 2 h 48 min 55 s |
| 1978  | Semi-marathon de Nazaré       | Nazaré         | 2e    | Semi-marathon    | 1 h 21 min 4 s  |
| 1978  | Corrida de la Saint-Sylvestre | São Paulo      | 2e    | Course populaire | ?               |
| 1979  | Freihofer's Run for Women     | Albany         | 3e    | 10 kilomètres    | 35 min 47 s     |
| 1979  | Around Cape Ann               | Gloucester     | 1re   | 25 kilomètres    | 1 h 43 min 6 s  |
| 1980  | Around Cape Ann               | Gloucester     | 3e    | 25 kilomètres    | 1 h 48 min 32 s |
| 1981  | Freihofer's Run for Women     | Albany         | 3e    | 10 kilomètres    | 37 min 18 s     |
| 1984  | Marathon de Rio de Janeiro    | Rio de Janeiro | 1re   | Marathon         | 2 h 55 min 54 s |
| 1984  | Jeux olympiques d'été         | Los Angeles    | 44e   | Marathon         | 2 h 59 min 19 s |
| 1985  | Marathon de Dallas            | Dallas         | 3e    | Marathon         | 2 h 57 min 31 s |

### Course en montagne
| no   | féminin       | Course                    | Longueur | Départ       | Temps           |
| ---- | ------------- | ------------------------- | -------- | ------------ | --------------- |
| 119e | Médaille d'or | Course du Mont Washington | 12,23 km | 27 juin 1976 | 1 h 35 min 5 s  |
| 112e | Médaille d'or | Course du Mont Washington | 12,23 km | 19 juin 1977 | 1 h 30 min 5 s  |
| 108e | Médaille d'or | Course du Mont Washington | 12,23 km | 18 juin 1978 | 1 h 28 min 39 s |

## Records
| Épreuve       | Performance     | Date             | Lieu         |
| ------------- | --------------- | ---------------- | ------------ |
| 3 000 mètres  | 10 min 30 s 18  | 2 janvier 1978   | São Paulo    |
| 5 kilomètres  | 17 min 55 s     | 9 décembre 1978  | Jacksonville |
| 10 kilomètres | 35 min 47 s     | 8 avril 1979     | Albany       |
| 15 kilomètres | 56 min 56 s     | 4 mai 1980       | Far Hills    |
| 10 miles      | 1 h 9 min 24 s  | 1er août 1995    | Newburyport  |
| 20 kilomètres | 1 h 23 min 23 s | 20 mai 1979      | Far Hills    |
| Semi-marathon | 1 h 21 min 4 s  | 12 novembre 1978 | Nazaré       |
| 25 kilomètres | 1 h 41 min 7 s  | 3 septembre 1984 | Gloucester   |
| 30 kilomètres | 2 h 0 min 33 s  | 27 mars 1983     | Boylston     |
| Marathon      | 2 h 49 min 15 s | 3 août 1980      | Londres      |